# Via ferrada de les Baumes Corcades

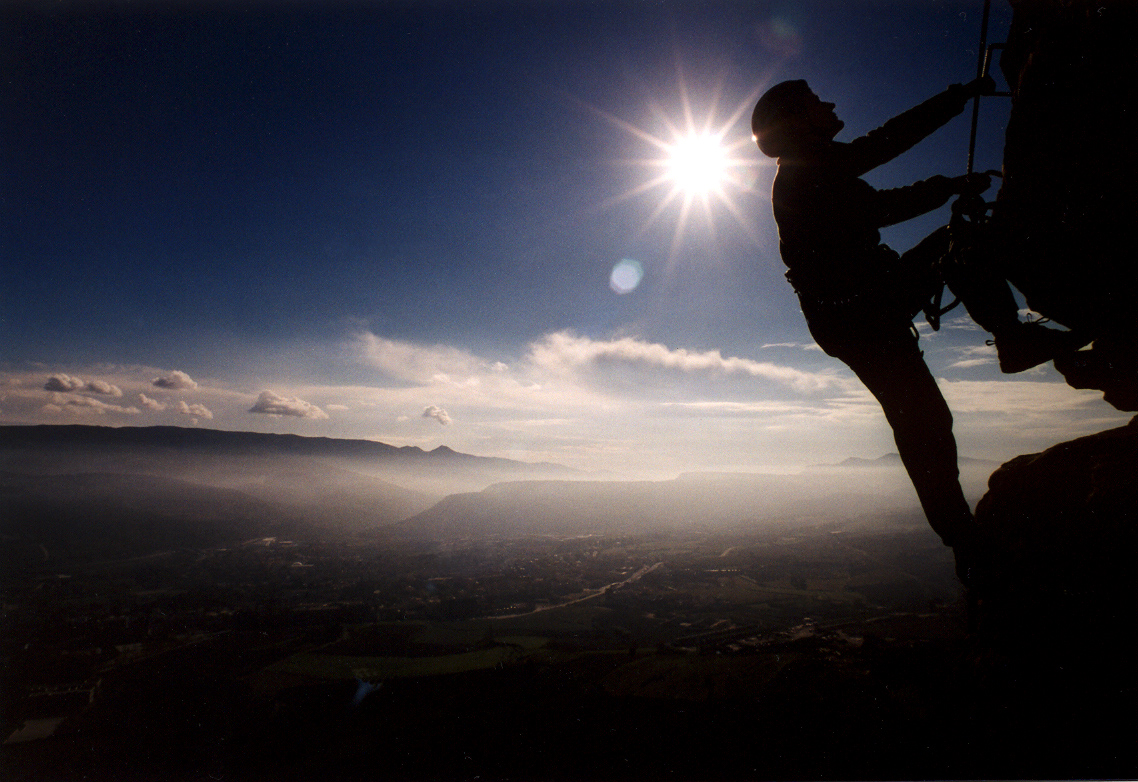
El Quicarell

La via ferrada de les Baumes Corcades és una de les vies ferrades més populars de Catalunya. S'enfila fins al cim del turó del Puigsagordi (984 m), situat en el terme municipal de Balenyà, a ponent de la capçalera del riu Congost. És format per materials de l'Eocè disposats quasi horitzontalment on apareixen successius relleixos calcaris rics en fòssils marins.
En l'ascens es gaudeix de la vista de tota la plana de Vic, resguardada pel castell de Tona. Cap al nord, es veuen els Pirineus Orientals, les Guilleries i el Collsacabra; a davant del turó, el massís del Montseny i el castell de Tagamanent; i al sud, els cingles de Bertí.
La Via Ferrada s'inicia després de la casa de colònies de Banyeres. Cal seguir una pista que es troba a l'esquerra, direcció sud: unes marques grogues indiquen el camí. A la dreta es troba un cercle de xiprers anomenat el Cercle de les bruixes. Més endavant el camí gira a la dreta i es troba el Queixal corcat, una pedra curiosa plena de forats. Heu de continuar fins al peu del Quicarell on trobareu les primeres instal·lacions. Aquest primer tram, un dels més verticals, us portarà fins a una esplanada que és un autèntic mirador. Després de superar aquest tram feu un tros de camí fins que vegeu una franja de roca amb unes balmes plenes de forats.
Aquesta franja de roca dona nom a la ferrada, la via ferrada de les Baumes Corcades. A pocs metres trobareu un rètol que indica el pont nepalès, el més llarg d'Europa en aquesta modalitat, d'aquí podreu optar per pujar per una variant difícil fins al pont o continuar avançant de dret per un tram fàcil, fins on trobareu el llibre de registre, punt on s'uneixen les dues variants.
Continueu per la franja de roca balmada, fins a un altre rètol on podreu: pujar i sortir directament al pla de Riucerdà; o baixar uns metres per seguir per una franja de roca, on passareu per una gran balma, fins a un dels racons més emblemàtics de Centelles, la Tosquera; en aquest punt podreu optar per anar a la dreta per l'esperó de la Tosquera, tram de molta dificultat i atlètic o a l'esquerra per un tram fàcil, anomenat L'Escala de la Tosquera. Per un o per l'altre sortireu al pla de Riucerdà i un tros de camí que travessa la pista asfaltada us conduirà al tram més difícil de la via. Una escala suspesa al buit us ajudarà a superar un sostre i uns desploms us portaran a un altre tram de camí on gràcies a una curta instal·lació assolireu el cim del turó, per sota de la senyera.
Pel descens, cal que seguiu les marques grogues que us retornaran a l'inici de la via ferrada de les Baumes Corcades.
- Bauma reflecteix la pronunciació en aquestes contrades de la paraula balma. La utilització de les balmes com a corral per al bestiar o com habitatge ha fet que moltes rebin el nom d'algun personatge que hi va viure. A la Costa de Centelles hi trobem la Bauma d'en Roma.

## Material indispensable i obligatori
Talabard d'escalada, baga d'ancoratge equipada amb un dissipador d'energia, mosquetons de seguretat, casc i calçat adequat.

## Utilització de les instal·lacions
- Cal avançar sistemàticament i mantenir en tot moment un dels mosquetons passat pel cable.
- No assegurar més d'una persona en cada tram de cable.
- Respectar la flora i la fauna.
- Cal ser respectuós amb el medi: No tirar deixalles; deixar l'entorn net.

ATENCIÓ: Aquest itinerari requereix una forma física adequada i uns coneixements mínims tant del medi com de les tècniques de progressió. La responsabilitat recau en cadascú.
Si observeu cap desperfecte en l'equipament truqueu al telèfon: 938 810 375 Ajuntament de Centelles Arxivat 2013-05-07 a Wayback Machine.
Desnivell 330 m - Alçada cim 972 m - Recorregut equipat 800 m - Recorregut total 3.900 m - 
Horari via 2 a 3 h - Descens 45 min - Orientació E - SE- O - Dificultat D - M-D als trams del Pont, l'Esperò de la Tosquera i de l'Escala - F- tram de la Tosquera

## Disseny i construcció
- Josep M. Parareda i Serra
- M.Rosa Aregall i Presseguer
- Inauguració: 9 de febrer del 2003

## Col·laboració
- Ajuntament de Centelles
- Ajuntament de Balenyà
- Club Centre Excursionista de Centelles
- Consorci de Turisme Portes del Montseny
- Diputació de Barcelona